# Jižní magnetický pól

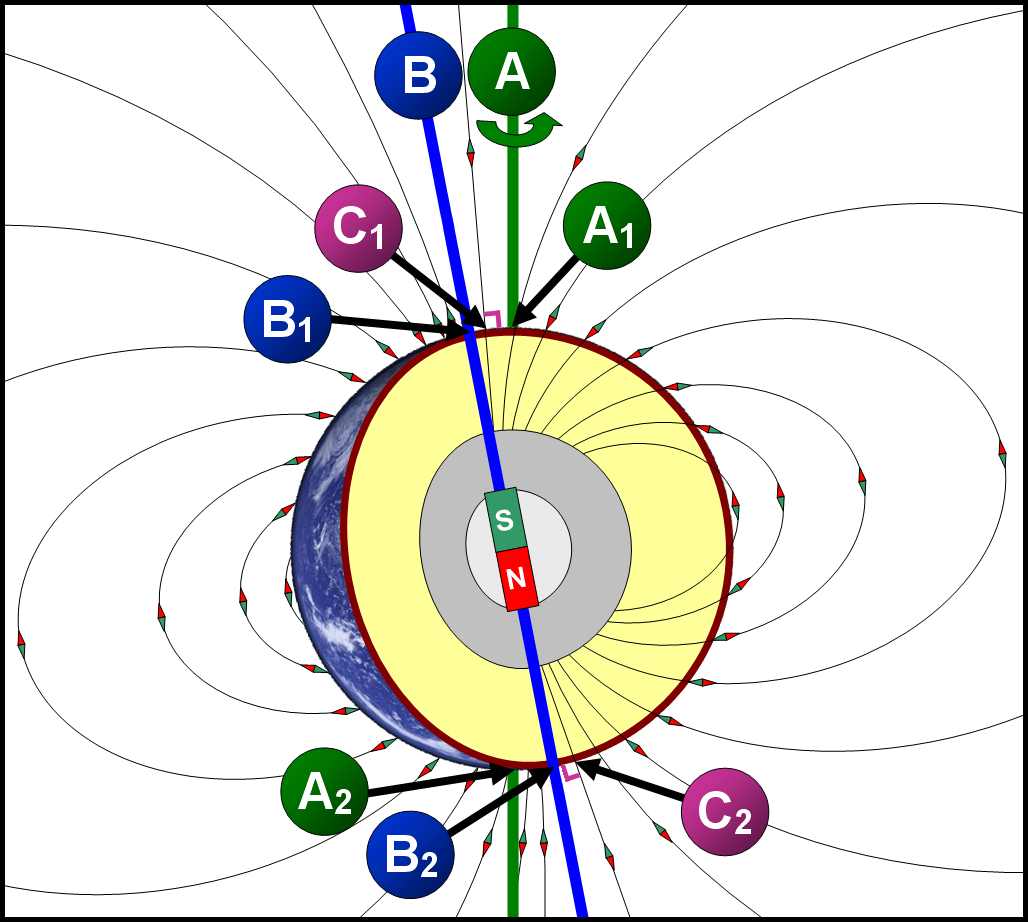
Póly a magnetické pole Země:
A – osa rotace
A_{1} – severní geografický pól
A_{2} – jižní geografický pól
B – geomagnetická osa
B_{1} – severní geomagnetický pól
B_{2} – jižní geomagnetický pól
C_{1} – severní magnetický pól
C_{2} – jižní magnetický pól;
N – severní pól magnetu,
S – jižní pól magnetu

Jižní magnetický pól je místo na jižní polokouli, ve kterém indukční čáry magnetického pole Země směřují kolmo k zemskému povrchu. Jeho polohu lze určit měřením nebo odhadnout pomocí numerického modelu geomagnetického pole. Jižní magnetický pól není přesně protilehlý vůči severnímu magnetickému pólu, jejich spojnice neprochází středem Země.
Jižní geomagnetický pól je bod, ve kterém osa magnetického dipólu nejlépe aproximujícího zemské magnetické pole protíná na jižní polokouli povrch Země. Jeho polohu lze určit jedině numericky. Severní a jižní geomagnetický pól jsou protilehlé, jejich spojnice prochází středem Země.
Označení "jižní" je v obou případech geografické, z fyzikálního hlediska jde v obou případech o severní pól magnetu.

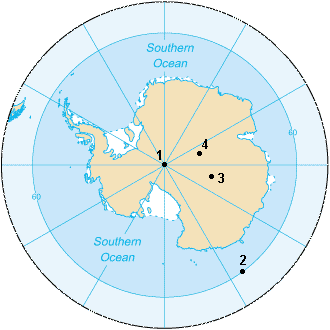
Jižní póly Země:
1 – jižní geografický pól
2 – jižní magnetický pól (2007)
3 – jižní geomagnetický pól
4 – jižní pól nedostupnosti

## Jižní magnetický pól
Jižní magnetický pól je místo na povrchu Země, které se nachází na jižní polokouli a v němž jsou magnetické siločáry kolmé k zemskému povrchu. Volně zavěšený tyčový magnet (střelka kompasu) by ukazoval přímo nahoru. Z jižního magnetického pólu indukční čáry magnetického pole Země vystupují, z fyzikálního hlediska jde tedy o severní pól magnetu. 
Vzhledem k tomu, že magnetické pole Země není symetrické, není jižní magnetický pól protilehlý k severnímu magnetickému pólu, jejich spojnice proto neprochází středem Země. Rovněž rychlost i směr pohybu jižního magnetického pólu nemají přímý vztah k rychlosti a směru pohybu severního magnetického pólu.

### Poloha jižního magnetického pólu

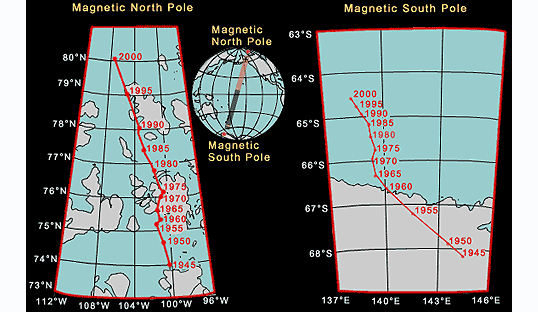
Poloha magnetických pólů Země v letech 1945–2000

Jižní magnetický pól se neustále pohybuje, což je dáno změnami v zemském magnetickém poli. Naposledy byl jižní magnetický pól experimentálně lokalizován v roce 2000. Od té doby je jeho poloha odhadována pouze na základě numerického modelu geomagnetického pole. V roce 2022 byla jeho poloha odhadnuta na 64° jižní šířky a 135,6° východní délky.
 
Za rok se jeho poloha posune o cca 10–15 km na severovýchod.
V denním cyklu se severní magnetický pól pohybuje vlivem slunečního větru po oválu, jehož delší osa může dosahovat až 80 km.
 Lze předpokládat, že jižní magnetický pól se pohybuje podobně.

## Jižní geomagnetický pól
V prvním přiblížení lze magnetické pole Země modelovat jako jednoduchý dipól (tyčový magnet) umístěný v geometrickém středu Země. Osa tohoto pomyslného magnetu je odkloněna od osy rotace a protíná zemský povrch v (pomyslných) geomagnetických pólech. Dipólový model magnetického pole Země lze popsat polohou geomagnetických pólů a dipólovým momentem, který udává sílu pole.
Jižní geomagnetický pól je bod na jižní polokouli, v němž pomyslná osa geomagnetického pole protíná zemský povrch. V roce 2020 byl jižní geomagnetický pól na 107,32° východní délky a 80,65° jižní šířky. 
Dipól měl magnetický moment 7,71 ⋅ 1022A ⋅ m2 (J T−1). Jelikož magnetické pole Země není přesným dipólem,
 
nejsou geomagnetické póly Země totožné s magnetickými póly. 
Přestože je geomagnetický pól pouze pomyslný a nelze jej přímo lokalizovat, má pravděpodobně praktičtější význam než magnetický pól. Například polární záře se obvykle vyskytuje v pásu širokém 3° až 6° vzdáleném 10° až 20° od geomagnetického pólu.